# Trazerberg
Der Trazerberg ist eine 277 m hohe Anhöhe im 13. Wiener Gemeindebezirk, Hietzing, und stellt einen Ausläufer des Wienerwaldes dar.

## Geografie und Geologie
Der nur am Rand verbaute, teilweise bewaldete Trazerberg liegt zwischen der Trazerberggasse im Norden, der Einsiedeleigasse im Westen und der Angermayergasse im Süden, etwa 400 m südlich der Ober-St.-Veiter Pfarrkirche, im westlichen Teil des bebauten Bezirksgebiets.
Benachbarte Hügel sind der 250 m südöstlich gelegene Girzenberg und der weitere 400 m östlich gelegene Rote Berg. Die drei fast gleich hohen Hügel, die zum Bezirksteil Ober-St.-Veit gehören, bilden einen nicht von Straßen durchquerten Grünraum. Unter ihnen verläuft von Nordwest nach Südost der in den 2000er Jahren gebaute Lainzer Tunnel, der von der Bahn Ende 2012 in Betrieb genommen wurde.
Der Trazerberg wird nach Westen hin durch das leicht tiefere Schweizertal (Schweizertalgasse, Einsiedeleigasse) vom Lainzer Tiergarten, einem Teil des Wienerwaldes, mit den Erhebungen Himmelhof, Sankt Veiter Lissen und Gemeindeberg getrennt, die wie der Trazerberg nach Nordosten zum Wienfluss entwässern.
Wie die Nachbarhügel gehört der Trazerberg geologisch zur Sankt Veiter Klippenzone der Flyschzone (vgl. Geologie des Girzenberges).

## Geschichte
Die Anhöhe und ihre Hänge wurden nach der Abholzung eines Teils der Waldflächen, wie die Umgebung, jahrhundertelang landwirtschaftlich genutzt, z. B. als Weingärten und Weiden. Seit 1892 befindet sich der Trazerberg auf Wiener Stadtgebiet.
Seit 1880 stand am Hang des Berges eine Villa, die 1921 zur Villa Blum umgebaut wurde. Die Villa wurde in der NS-Zeit ihrem Eigentümer entzogen; in den Kellern befanden sich Produktionsanlagen der Ernst Heinkel Flugzeugwerke.
Nach dem Zweiten Weltkrieg verkaufte der rechtmäßige Eigentümer das Gebäude an das Bundesministerium für Landwirtschaft, das hier sein Bundesseminar, später Agrarpolitisches Seminar, einrichtete. Seit 2007 firmiert die Anstalt als Hochschule für Agrar- und Umweltpädagogik Wien.